# Matola
Matola er en by i det sydlige Mozambique med en befolkning på 440.927 indbyggere (1997). Den ligger vest for landets hovedstad Maputo. Den er hovedby i provinsen Maputo og har haft sit eget valgte styre siden 1998. 
Matola er et industricenter med en vigtig havn for mineraler (krom og jern) og anden eksport fra Swaziland og Sydafrika. Den har olieraffinaderier (for tiden uden aktivitet) og fremstillingsindustri for sæbe, cement og landbrugsvarer. Den vigtigste industri er et aluminiumsværk sat i drift i 2002, som har fordoblet Mozambiques BNP.
Navnet Matola kommer fra et familienavn, Matsolo, et ronga-kongedømme som eksisterede i denne region da kolonisterne ankom.
25°58′S 32°28′Ø / 25.97°S 32.47°Ø